# Тарасов, Виктор Яковлевич
Ви́ктор Я́ковлевич Тара́сов (1937—2000) — строгальщик ремонтно-механического цеха № 16 Ленинградского металлического завода. Герой Социалистического Труда.

## Биография
Родился в Ленинграде в 1937 году.
Отец погиб во время Великой Отечественной войны.
На Ленинградском металлическом заводе работал с 1953 по 1997 годы. Затем вышел на пенсию.
После окончания школы в 1953 году, в шестнадцатилетнем возрасте, поступил на Металлический завод учеником строгальщика. Старательно учился у старших товарищей мастерству и вскоре стал выполнять задания самостоятельно. Вскоре в этот же цех поступили и его два младших брата, выбрав специальность строгальщика. За время работы Виктор Тарасов накопил богатый производственный опыт и достиг наивысшего мастерства, стал универсалом. Он одним из первых включился в соревнование за овладение многостаночным методом обработки, успешно обслуживал два строгальных, фрезерный и долбёжный станки.
Виктор Яковлевич был активным рационализатором. Десятки поданных им предложений позволили повысить выработку станочников. Заслуженным уважением пользовался среди молодых производственников. Часто выступал на встречах со школьниками и с воспитанниками профессионального училища № 43.
Досрочно выполнил план десятой пятилетки. План одиннадцатой пятилетки так же завершил досрочно, к 40-й годовщине Великой Победы.
Член КПСС. Был активным общественником. Являлся делегатом XIII съезда профсоюзов СССР, участвовал (с правом совещательного голоса) в работе XIV съезда профсоюзов СССР, избирался в Центральную ревизионную комиссию ВЦСПС. Член президиума Ленинградского комитета защиты мира, член советского комитета солидарности со странами Азии и Африки. Неоднократно избирался членом бюро городского комитета КПСС, депутатом Ленинградского городского Совета.
9 апреля 1973 года родился сын Платон.
Умер в 2000 году.

## Награды
- За высокие производственные показатели в 1973 году был награждён орденом Трудового Красного Знамени.
- За выдающиеся успехи, достигнутые в создании энергетического оборудования и досрочное выполнение социалистических обязательств в 1978 году Виктору Тарасову присуждено звание Героя Социалистического Труда.